# Сен-Реми-о-Буа
Сен-Реми́-о-Буа́ (фр. Saint-Rémy-aux-Bois) — коммуна во французском департаменте Мёрт и Мозель региона Лотарингия. Относится к  кантону Байон.	

## География
Сен-Реми-о-Буа расположен в 35 км к юго-востоку от Нанси и находится в лесном массиве Шарм, окружён со всех сторон лесом как это и следует из названия. Соседние коммуны: Лоромонзе на севере, Сен-Буан на северо-востоке.

## История
- Деревня играла важную роль во Второй мировой войне. В ноябре 1944 года она была сожжена войсками СС и полностью уничтожена. Награждена орденом Военный крест 1939-1945 (фр. Croix de guerre 1939-1945).

## Демография
Население коммуны на 2010 год составляло 72 человека.
| 1962 | 1968 | 1975 | 1982 | 1990 | 1999 | 2010 |
| ---- | ---- | ---- | ---- | ---- | ---- | ---- |
| 132  | 107  | 96   | 110  | 78   | 66   | 72   |